# Henry Lemarié
Pour les articles homonymes, voir Lemarié (homonymie).
Henry Lemarié (Tours, 3 décembre 1911 - Paris, 29 mai 1991) est un peintre, dessinateur et illustrateur français.

## Biographie
Après des études à Tours, Henry Lemarié étudie aux Beaux-Arts de Paris de 1930 à 1936. Henri Lemarié est célèbre pour ses illustrations de nombreux classiques de la littérature comme les Fables de La Fontaine aux Editions d'Art les Heures Claires.

## Illustrations (non exhaustif)
- Fables de La Fontaine
- Candide de Voltaire
- Conte de Noël de Charles Dickens
- Œuvres de François Villon